# وسيلة (الأفلاج)
وسيلة، هي قرية من فئة (ب) تقع في محافظة الأفلاج، والتابعة لمنطقة الرياض في السعودية. وتبعد وسيلة عن محافظة الأفلاج بمسافة تقارب () كم.